# Джоселін Донаг'ю
Джоселін Донаг'ю (англ. Jocelin Donahue; нар. 8 листопада 1981) — американська акторка. З головною роллю у фільмі жахів «Дім диявола» перемогла в категорії «Найкраща жіноча роль» на Лос-Анжелеському кінофестивалі 2009 року та у фільмі "Астрал: Частина 2 . У 2015 знялася у кримінальному трилері « Межа», а в 2019 році в трилері « Доктор Сон».

## Біографія
Джоселін Донаг'ю народилася і виросла у Бристолі, штат Коннектикут, і закінчила Брістольську центральну середню школу в 1999 році. Після середньої школи вступила до Нью-Йоркського університету, де здобула ступінь із соціології.
Дебютувала у 2008 році у фільмі жахів Закопані (2008). У 2009 обрана на головну роль у фільмі Дім диявола. Далі зіграла провідну роль у корейському фільмі Останній хрещений батько. У 2012 році з'явилася у фільмі « Кінець кохання», прем'єра якого відбулася на кінофестивалі в Санденсі. У 2016 році вона знялася в антологічному фільмі жахів « Жахливі свята» (2016).
Як комерційна акторка знімалася у рекламах Levi's, Zune, Vitamin Water, Apple, Subway та Mercedes-Benz. У кампаніях для Ketel One та Old Navy працювала з режисерами Девідом О. Расселом та Романом Копполою.

## Фільмографія

### Фільм
| Рік  | Назва                           | Роль                   | Примітки                                  |
| ---- | ------------------------------- | ---------------------- | ----------------------------------------- |
| 2008 | Закопані                        | Маріанна Стюарт        |                                           |
| 2009 | Обіцяти — ще не одружитись      | Мила дівчина           |                                           |
| 2009 | Дім диявола                     | Саманта Г'юз           | Премія Screamfest за найкращу жіночу роль |
| 2010 | Вес та Елла                     | Елла                   |                                           |
| 2010 | Останній хрещений батько        | Ненсі Бонфанте         |                                           |
| 2012 | Кінець кохання                  | Джоселін               |                                           |
| 2012 | Безплатні зразки                | Пола                   |                                           |
| 2013 | Астрал. Частина 2               | Молода Лоррейн Ламберт |                                           |
| 2013 | Live at the Foxes Den           | Кейт                   |                                           |
| 2014 | Живі                            | Моллі                  |                                           |
| 2014 | Лицар кубків                    | Джоселін               |                                           |
| 2015 | Межа                            | Лайн                   |                                           |
| 2015 | Форсаж 7                        | радниця                |                                           |
| 2015 | Опівнічний секс-забіг           | Дженніфер Пітерс       |                                           |
| 2015 | Літній табір                    | Крісті                 |                                           |
| 2016 | Жахливі свята                   | Керол                  |                                           |
| 2016 | Мертве пробудження              | Бет / Кейт             |                                           |
| 2017 | Бумтаун                         | Емма Тернер            |                                           |
| 2017 | 20 тижнів                       | Ейлін                  |                                           |
| 2018 | All the Creatures Were Stirring | Аліса                  |                                           |
| 2019 | Я спіймав диявола               | Сара                   |                                           |
| 2019 | Доктор Сон                      | Люсі Стоун             |                                           |
| 2023 | Остання зупинка в окрузі Юма    | Шарлотта               |                                           |

### Телебачення
| Рік  | Назва                            | Роль          | Примітки                        |
| ---- | -------------------------------- | ------------- | ------------------------------- |
| 2007 | Not Another High School Show     | Меліса        | Телевізійний фільм              |
| 2007 | Брудні сексуальні гроші          | Господиня     | Епізод: «Заміський будинок»     |
| 2010 | CSI: Розслідування місця злочину | Джилліан Роуз | Епізод: «Місто гріхів блакитне» |
| 2016 | Стартап                          | Медді Пірс    | Головна роль                    |
| 2017 | Смертельна зброя                 | Кейт          | Епізод: «Домашні тіла»          |
| 2019 | Справа                           | Анна          | Епізод: # 5.10                  |